# Charles Gordon-Lennox, Lord Settrington

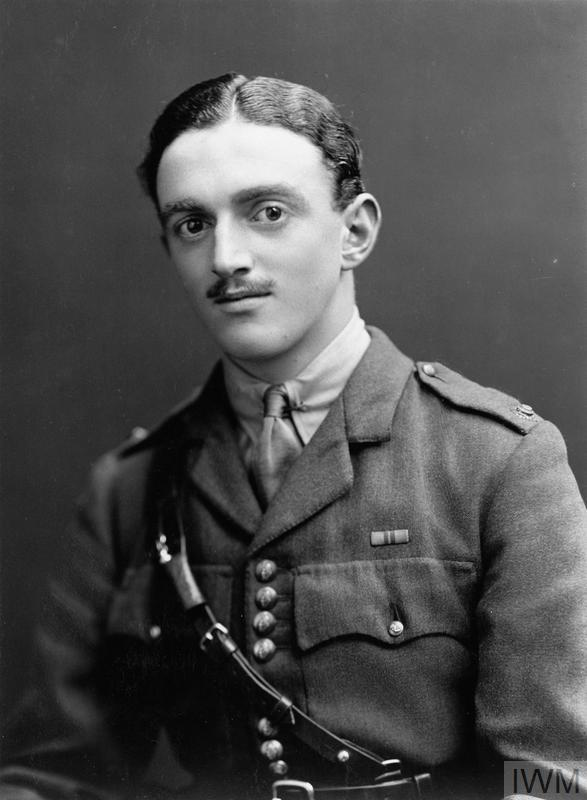
Lieutenant Charles Gordon-Lennox, Lord Settrington, 1918

Charles Henry Gordon-Lennox, Lord Settrington (* 26. Januar 1899; † 24. August 1919 in Beresnik, Nordwestrussland) war ein britischer Adliger und Soldat.
Er war der zweite Sohn des Charles Gordon-Lennox, Earl of March (ab 1928 8. Duke of Richmond), aus dessen erster Ehe mit Hilda Madeline Brassey. Da sein ältester Bruder Charles Henry bereits 1895 als Säugling gestorben war, war er der Heir apparent seines Vaters und führte er ab 1903 den Höflichkeitstitel Lord Settrington.
Er trat am 27. Oktober 1916 mit dem Rang eines Second Lieutenant in das Irish Guards Regiment ein. Er nahm am Ersten Weltkrieg teil und wurde am 22. Juli 1917 zum Lieutenant befördert. Während der Vierten Flandernschlacht wurde er am 13. April 1918 bei Hazebrouck nach drei Tagen Kampf mit schwerem feindlichem Artilleriefeuer vermisst. Wie sich herausstellte, fiel er in deutsche Gefangenschaft, in der er bis zum Waffenstillstand blieb. Im Dezember 1918 kehrte er nach England zurück. Anschließend diente er im 45. Bataillon der Royal Fusiliers.
Im Russischen Bürgerkrieg intervenierte die Entente 1918 zugunsten der Weißen Armee und landete bei Archangelsk und wurde kurz darauf von der Polar Bear Expedition verstärkt. Gordon-Lennox meldete sich freiwillig und nahm ab 1919 an den dortigen Kämpfen gegen die Rote Armee teil. Am Morgen des 11. August, als er als Teil der Nachhut die Überquerung des sumpfigen Flusses Sheika über eine Behelfsbrücke sicherte, geriet er unter feindliches Maschinengewehr- und Gewehrfeuer, wurde in die Brust getroffen und fiel in den Fluss. Der australische Korporal Arthur Sullivan, sprang sofort in den Fluss und zog Settrington und drei andere Soldaten aus dem Sumpf. Sullivan wurde für diese Tat später mit dem Victoria Cross ausgezeichnet. Lord Settrington starb am 24. August 1919 im Alter von 20 Jahren in einem Lazarett in Beresnik an seinen Wunden. Er wurde auf dem Archangelsk Union Cemetery beigesetzt.
Da er unverheiratet und kinderlos blieb, erbte schließlich 1935 sein jüngerer Bruder Frederick Charles Gordon-Lennox die Adelstitel seines Vaters als 9. Duke of Richmond.